# モーリッツ・シュリック
フリードリッヒ・アルベルト・モーリッツ・シュリック（Friedrich Albert Moritz Schlick  発音、1882年4月14日 - 1936年6月22日）は、ドイツの哲学者、物理学者にして論理実証主義とウィーン学団の創立者。

## 若年期と研究
父エルンスト・アルベルト・シュリック、母アグネス・アルントのもと、ベルリンの富裕な家庭に生まれた。ハイデルベルク、ローザンヌ、最終的にはマックス・プランクのもとベルリン大学で物理学を学び、1904年に学位論文「非均質媒質中における光の反射について」(Über die Reflexion des Lichts in einer inhomogenen Schicht ) を完成させた。ゲッティンゲンで一年間私講師としてすごしたのち、チューリヒで哲学研究に転向した。1908年小論「生活の知恵」(Lebensweisheit ) を発表した。これは幸福主義、つまり幸福こそが倫理の最高の目的だという理論に関するものである。彼の復帰的な評論「近代論理学による真理の本性」(Das Wesen der Wahrheit nach der modernen Logik) は1910年に発表された。それに続いて美学に関する評論を何本か発表するとすぐに、シュリックの関心は認識論、科学哲学、さらには科学に関するより一般的な問題へと移った。この最後のカテゴリで、シュリックは1915年に、わずか10年前の話題であるアルベルト・アインシュタインの特殊相対性理論に関する論文を発表して有名になった。また、彼は、「近代物理学における空間と時間」(Raum und Zeit in der gegenwärtigen Physik) を発表した。この論文では一般相対性理論においてアインシュタインが非ユークリッド幾何学を採用したことを説明するのにアンリ・ポアンカレの幾何学的規約主義を適用することで彼の初期の成果が拡張された。

## ウィーン学団とヴィトゲンシュタイン
ロストックおよびキールでの初期の職務の後、1922年にシュリックは、ルートヴィヒ・ボルツマンやエルンスト・マッハがかつて行っていたウィーン大学の自然哲学の講義を受け持つことになった。シュリックは哲学や科学の分野で才能のある人を系統だてるうえで特別な成功を並べた。シュリックは、ウィーンにやってきた際、毎週木曜日に化学部の学部舎で定期的な会合を開いて科学における哲学的な話題について議論している科学者と哲学者の集団のリーダーになるよう請われた。その集団の初期の成員には数学者のハンス・ハーンがいて、1・2年のうちにルドルフ・カルナップ、ハーバート・ファイグル、クルト・ゲーデル、オットー・ノイラート、フリードリヒ・ヴァイスマンなどが参加した。彼らは初めエルンスト・マッハ協会と自称していたが、その後ずっとウィーン学団として知られている。1925年から1926年には、彼らはその頃のゴットロープ・フレーゲ、バートランド・ラッセル、ルートヴィヒ・ヴィトゲンシュタインらによる数学基礎論の研究について議論した。ヴィトゲンシュタインの著書『論理哲学論考』は簡潔で、宝石のように輝いている著書で、他の同種の著書の中でも特に象徴主義の理論と「絵画」つまり言語学の「モデル」理論を発展させた。シュリックとウィーン学団はこの本の研究に少なからぬ時間を費やしており、この本がもはや彼らの議論の主要な関心事でなくなってもこの本は議論で言及され続けた。やがてヴィトゲンシュタインもシュリックやウィーン学団の成員と会って『論考』や他の考えについて議論することを承知したが、彼は後に訪問者を共感している対談者にとどめておくことが必要だと気付いた。シュリックの影響を通じてヴィトゲンシュタインは鼓舞され、哲学の分野から離れて10年ほどたって哲学の分野に戻ってくることになった。それにもかかわらず、シュリックとヴァイスマンのヴィトゲンシュタインを交えた議論は、ヴィトゲンシュタインが未発表のアイディア (a charge of dubious merit) がカルナップの評論で許可なく使われていると感じるまでしか続かなかった。しかし彼はウィーン学団の他の成員とは会わなくなったのちもシュリックとは書簡によって議論を続けた。

## 『知識の一般理論』と後期の著作
シュリックは1918年から1925年の間自身の『知識の一般理論』(Allgemeine Erkenntnislehre) に則って研究していた。そして彼の哲学における後期の発展は彼の認識論を支持できなくしたが、「一般理論」は偽物の「アプリオリ」な知識に反対する合理的推論において彼の最大の成果である。この偽物の「アプリオリ」な知識に対する批判では、理由に対して自明な唯一の真理は定義上真理な言明、例えば形式論理学や数学の言明であると主張される。その他の全ての真理は経験的な証拠に基づいて評価される。ある言明が定義として提出されておらず、また、証拠によって検証したり反証したりできないなら、その言明は「形而上学的」である。ここで「形而上学的」というのは「無意味」、「ナンセンス」と同義である。この原理にウィーン学団は、ヴィトゲンシュタインと同様にお互いに明確に同意した。

## 『科学としての倫理学』
1926年から1930年にかけて、シュリックは『科学としての倫理学』(Fragen der Ethik) を書き上げた。本書では哲学の存続できる分野としての倫理学が扱われていて、彼に追随するウィーン学団の成員を驚かせた。1932年から33年にかけての著作 Erkenntnis III および『実証主義と実在論』では彼はあらゆる考えのうちで最も実証主義を有名にした定義のうちの一つ「形而上学の可能性を否定する」を発表した。それによって彼は形而上学を「真なる存在」、「それ自体としてのもの」、あるいは「超越論的なもの」の教義として、つまり明らかに「真でない、劣った、あるいはあきらかな存在がそれに対してあることを前もって前提している」教義であると定義した。それゆえにこの本で彼は実証主義を、唯一の真なる存在とは経験によって知られるものあるいは経験の構成要素であると考えるある種の認識論に基づかせている。同時期に、ウィーン学団は『世界の科学的味方：ウィーン学団』をシュリックに対するオマージュとして発表した。その強い反形而上学的立場はウィーン学団の観点によってより明確になった。

### ヴィトゲンシュタインの『論考』に対する批評
カルナップは、その著書『言語の論理的構文』にシュリックによるヴィトゲンシュタインの『論考』に対する批評を収めている。

## 国家社会主義の興隆と暗殺
ドイツとオーストリアでナチズムが興隆するとともに多くのウィーン学団の成員がアメリカ合衆国やイギリスへ去った。しかしながら、シュリックはウィーン大学に残った。1935年にファイグルが訪ねてきた際に、彼はドイツで起こったことに対する狼狽えを露わにしている。
1936年6月22日に、シュリックは講義を行いに大学に行ったが、教室への階段で以前受け持っていた学生のヨハン・ネルベックに拳銃で撃たれ、死亡した。ネルベックは、シュリックの哲学は「自分の倫理的自制を妨げた」と主張した。一方、別の説明では、ネルベックは女学生に対して失恋したことによる嫉妬に突き動かされ、シュリックが恋のライバルであり迫害者であるという偏執狂的な妄想に導かれたのだという。ネルベックは裁判で有罪となったが、事件は歪められて伝えられて大きな反響を呼ぶスキャンダルとなり、その周囲でナショナリズムや反ユダヤ主義的な感情が脚光を浴びた（シュリックは実際にはユダヤ人ではなかったが、この事件をプロパガンダに使おうとする者には重要ではなかった）。ネルベックは懲役10年のうち2年後に仮釈放され、アンシュルスの後にオーストリア・ナチス党の成員となった。

## 遺産
シュリックの哲学の分野で果たした功績は論理実証主義の源泉としてのものである。彼の人間性、親切さ、紳士性、そしてとくに彼の鼓舞は多くの彼の同僚によって記録されている。ファイグルとアルベルト・ブルンブルクは『知識の一般理論』に対する彼らの優れた序文にこう書いている、

## 著作

### 日本語訳
- 『科学としての倫理学』城戸寛訳、亜紀書房、1980年4月